# Закон о одбрани брака
Закон о одбрани брака (енгл. Defense of Marriage Act), познат и као H.R.3396, јесте федерални закон у Сједињеним Америчким Државама који дозвољава савезним државама да не признају истополне бракове склопљене у другој савезној држави. Првобитно је закон дефинисао брак као правну заједницу једног мушкарца и једне жене за све федералне сврхе, али је та одредба проглашена неуставном у предмету Сједињене Државе против Виндзор пред Врховним судом САД, чиме је закон практично оповргнут.
Закон је изгласан великом већином гласова у оба дома Конгреса, а потписао га је председник Бил Клинтон 21. септембра 1996. Клинтон и главни заговорници закона су у међувремену променили мишљење и залажу се за његово укидање. Обамина администрација је 2011. саопштила да сматра закон неуставним и да, иако ће наставити да га проводи, неће бранити закон на суду. Одбрану закона су, након тога, преузели републикански посланици у Представничком дому.
Трећи члан закона је проглашен неуставним од стране осам федералних судова, укључујући апелационе судове првог и другог округа, пре него што га је и Врховни суд САД прогласио неуставним у предмету Сједињене Државе против Виндзор.